# Lijst van oorlogsmonumenten in Lansingerland
De Nederlandse gemeente Lansingerland heeft 5 oorlogsmonumenten. Hieronder een overzicht.
| Nr.  | Object          | Herdachte groep                                                                                      | Ontwerper                            | Onthulling       | Type        | Locatie                               | Plaats              | Coördinaten                   | Foto              |
| ---- | --------------- | --- | ------------------------------------ | ---------------- | ----------- | ------------------------------------- | ------------------- | ----------------------------- | ----------------- |
| 371  | Indië-monument  | militairen in dienst van het Ned. Kon. na 1945                                                       | Skledar & Brandwijk Natuursteen b.v. | 18 april 2000    | gedenksteen | Plein 1945-1995                       | Berkel en Rodenrijs | 51° 59' 35" NB, 4° 28' 50" OL | Meer afbeeldingen |
| 438  | Oorlogsmonument | algemeen, allen, burgerslachtoffers                                                                  | Gerard Hoppen                        | 1949             | zuil        | Plein 1945-1995                       | Berkel en Rodenrijs | 51° 59' 35" NB, 4° 28' 51" OL | Oorlogsmonument   |
| 443  | Oorlogsmonument | burgerslachtoffers, vervolgden Nederland                                                             |                                      |                  | kruis       | Bergweg-zuid                          | Bergschenhoek       | 51° 58' 28" NB, 4° 29' 47" OL | Oorlogsmonument   |
| 444  | Verzetsmonument | militairen in dienst van het Ned. Kon. na 1945, burgers voormalig Nederlands-Indië, verzet Nederland |                                      |                  | gedenksteen | Smithoek                              | Bergschenhoek       | 51° 59' 18" NB, 4° 29' 55" OL | Verzetsmonument   |
| 2493 | Oorlogsmonument | algemeen, militairen in dienst van het Ned. Kon. na 1945                                             | Architectenbureau Houweling          | 15 augustus 1945 | gedenkmuur  | hoek Kerkstraat/ Dorpsstraat, 2665 BD | Bleiswijk           | 52° 0' 40" NB, 4° 31' 44" OL  | Oorlogsmonument   |

Alblasserdam ·
Albrandswaard ·
Alphen aan den Rijn ·
Barendrecht ·
Bodegraven-Reeuwijk ·
Capelle aan den IJssel ·
Delft ·
Den Haag ·
Dordrecht ·
Goeree-Overflakkee ·
Gorinchem ·
Gouda ·
Hardinxveld-Giessendam ·
Hendrik-Ido-Ambacht ·
Hillegom ·
Hoeksche Waard ·
Kaag en Braassem ·
Katwijk ·
Krimpen aan den IJssel ·
Krimpenerwaard ·
Lansingerland ·
Leiden ·
Leiderdorp ·
Leidschendam-Voorburg ·
Lisse ·
Maassluis ·
Midden-Delfland ·
Molenlanden ·
Nieuwkoop ·
Nissewaard ·
Noordwijk ·
Oegstgeest ·
Papendrecht ·
Pijnacker-Nootdorp ·
Ridderkerk ·
Rijswijk ·
Rotterdam ·
Schiedam ·
Sliedrecht ·
Teylingen ·
Vlaardingen ·
Voorne aan Zee ·
Voorschoten ·
Waddinxveen ·
Wassenaar ·
Westland ·
Zoetermeer ·
Zoeterwoude ·
Zuidplas ·
Zwijndrecht